# Campeonato Carioca de Futebol de 1983 - Terceira Divisão
O Campeonato Carioca da Terceira Divisão de 1983 foi uma edição da terceira divisão do campeonato estadual de futebol profissional do Rio de Janeiro. A competição foi organizada pela Federação de Futebol do Estado do Rio de Janeiro (FERJ).
Ao final da competição, sagrou-se campeão o Nacional e vice-campeã a Cabofriense. Ambos foram promovidos para a Segunda Divisão de 1984.

## Participantes
- Associação Atlética Cabofriense, de Cabo Frio
- União Esportiva Coelho da Rocha, de São João de Meriti
- Esporte Clube Costeira, de Niterói
- Cruzeiro Futebol Clube, de Niterói
- Heliópolis Atlético Clube, de Belford Roxo
- Esporte Clube Miguel Couto, de Nova Iguaçu
- Nacional Foot-Ball Club, de Duque de Caxias
- Esporte Clube Nova Cidade, de Nilópolis
- Clube Esportivo Rio Branco, de Campos
- Tamoyo Esporte Clube, de Cabo Frio
- Tomazinho Futebol Clube, de São João de Meriti
- Tupy Sport Club, de Paracambi
- Associação Esportiva XV de Novembro, de Araruama